# Leonor Luísa Gonzaga
Leonor Luísa Gonzaga (em italiano: Eleonora Luisa Gonzaga ; Guastalla, 13 de novembro de 1686 - Pádua, 16 de março de 1741) foi uma nobre italiana, Princesa de Guastalla e Duquesa Consorte de Rovere e Montefeltro por casamento com Francisco Maria de Médici.
Era filha do segundo casamento de Vicente Gonzaga, Duque de Guastalla e Principe de Sabbioneta e Bozzolo, com Maria Vitória Gonzaga. Não teve descendência.

## Biografia
Em 14 de julho de 1709 Leonor Luísa casou com Francisco Maria de Médici, Duque de Rovere e Montefeltro (títulos herdados de sua mãe). O seu marido era 48 anos mais velho e morbidamente obeso. Antes do casamento, Cosme III de Médici, Grão-Duque da Toscana, irmão do noivo e que instigara este casamento, enviara agentes a Guastalla para se certificar da sua aparência física. Concluíram que tinha uns lindos olhos e bonita pele, boca e busto.  A Casa de Médici necessitava desesperadamente de herdeiros masculinos; Francisco Maria, que anteriormente fora cardeal, fora libertado dos seus votos pela ação do seu irmão junto da hierarquia católica.
Leonor Luísa sentia repulsa pelo seu marido, recusando-se a cumprir os seus deveres matrimoniais e apesar de aconselhada pelo seu antigo confessor de Guastalla e pressionada por Cosme III, foi difícil persuadi-la dados os seus receios em contrair doenças sexualmente transmissíveis. Francisco Maria teve que superar esta situação constrangedora e, por fim, o casamento foi consumado. Contudo, não foi gerado qualquer filho o que deixou Francisco Maria devastado.
Em 2 de fevereiro de 1711, Francisco Maria morre de hidropsia, deixando dívidas exorbitantes. Leonor Luísa continuou a viver na corte Toscana até à morte do seu sobrinho, o Grão-Duque João Gastão de Médici. Depois, transferiu-se para Pádua, na República de Veneza, onde veio a falecer em 16 de março de 1741.

## Títulos e tratamentos
- 13 de novembro de 1686 - 14 de julho de 1709 Donna Leonor Luísa Gonzaga
- 14 de julho de 1709 - 2 de fevereiro de 1711 Sua Alteza a duquesa de Rovere
- 2 de fevereiro de 1711 - 16 de março de 1741 Sua Alteza a duquesa viúva de Rovere